# Свети Атанасий (Палеокастро в Йерисовска, Светогорска и Ардамерска епархия)
Вижте пояснителната страница за други значения на Свети Атанасий.
„Свети Атанасий“ (на гръцки: Ἁγίου Ἀθανασίου) е православна църква в село Палеокастро (Каяджик), Халкидики, Гърция, част от Йерисовската, Светогорска и Ардамерска епархия. Храмът е построен в XIX век. В 1960 година пострадва от земетресение и е възстановен. Ценните икони от XIX век, дело на майстори от Галатищката художествена школа, са пренесени в новата енорийска църква.